# شیمپلینگ
شیمپلینگ (به انگلیسی: Shimpling) یک روستا و محله مدنی در بریتانیا است که در Babergh واقع شده‌است. شیمپلینگ ۴۳۱ نفر جمعیت دارد.